# 프라뇨 옐라치치
프라뇨 옐라치치 남작(헝가리어: Franjo Jellačić Bužimski, 1746년 4월 14일 ~ 1810년 2월 4일)는 크로아티아 귀족이었던 옐라치치가의 일원이었다. 그는 합스부르크 군대에서 그렌츠 보병대 장교로 복무를 시작하여 오스만 투르크와 싸웠다. 프랑스 혁명 전쟁 동안 그는 장교로 진급했다. 펠트키르히에서 뛰어난 승리를 거두었다. 그의 후기 경력은 그의 무술 능력이 제한되어 있음을 증명했다. 그는 나폴레옹 전쟁에서 두 번 독립 사단 규모의 군대를 이끌었지만, 불행한 결과를 낳았다. 그는 1802년부터 죽을 때까지 오스트리아 보병 연대의 소유주였다.

## 초기 경력
1746년 크로아티아 왕국의 합스부르크 왕가의 페트리냐에서 태어난 옐라치치는 1763년 제1 바날 그렌츠 보병 연대의 장교 생도가 되었다. 그는 1772년에 대위로, 1783년에 소령으로 임명되었다. 그는 오스트리아-터키 전쟁(1787-91)에 참여했다. 그리고 중령으로 진급했다. 여전히 합스부르크 군주제 군대의 그렌츠 보병과 함께 복무하고 있던 옐라치치는 1794년 대령으로 계급으로 진급했다. 그는 라인강 상류에서 벌어진 제1차 대프랑스 동맹 전쟁, 뷔르츠부르크 전투, 그리고 다른 전투에서 싸웠다. 소장으로의 승진은 1797년 3월에 이루어졌다.
1799년 3월 23일 포어아를베르크의 펠트키르히 전투에서 옐라치치는 5,500명의 병사를 이끌고, 12,000명의 프랑스군을 물리쳤다. 오스트리아군은 적군에게 3,000명의 사상자를 냈고, 900명이 사망하고 부상당했다. 그의 명령에는 제20 카우니츠 보병 연대 3대대, 제38 드뱅 보병 연대, 제9 페터바드다이너 그렌츠 보병연대, 제6 성조지 그렌츠 보병연대, 제2대대, 제7 브로더 그렌츠 보병연대 1대대가 포함되었다. 프랑스군은 두 명의 미래 원수인 앙드레 마세나와 니콜라스 우디노가 이끌고 있었다. 이 놀라운 업적으로 그는 야전원수로 진급했고, 마리아 테레지아 훈장 기사 십자훈장을 받았다. 그는 또한 세습 남작의 칭호를 받았다. 1802년 프란츠 2세 황제는 그를 새로운 헝가리 복장을 갖춘 제62 프란츠 옐라치치 보병 연대의 연대장으로 임명했다. 이 부대는 제53요한 옐라치치 보병연대와 별개의 조직이다. 1801년 그의 아내 아나 포르트너 폰 회플라인은 아들 요시프 옐라치치를 낳았다. 이후 그도 장군이 되어 1848년 헝가리 혁명 동안 오스트리아 정권을 지원했다.

## 나폴레옹 전쟁
1805년, 옐라치치는 울름 전역 동안 오스트리아-에스테의 페르디난트 카를 요제프 대공과 카를 마크 폰 라이베리히의 군대에서 군단을 지휘했다.

## 같이 보기
- 요시프 옐라치치
- 부짐